# مگس‌گیر بهشتی ماداگاسکاری
مگس‌گیر بهشتی ماداگاسکاری (نام علمی: Terpsiphone mutata) نام یک گونه از سرده مگس‌گیر بهشتی است.